# Veľké Hincovo pleso
Veľké Hincovo pleso (deutsch Großer Hinzensee, ungarisch Nagy-Hincó-tó, polnisch Wielki Staw Hińczowy) ist ein Gebirgssee (genauer ein Karsee) auf der slowakischen Seite der Hohen Tatra und zugleich der größte und tiefste Gebirgssee der Slowakei.
Er befindet sich im kleinen Talkessel Hincova kotlina, dem oberen Ende des Tals Mengusovská dolina und seine Höhe beträgt 1946 m n.m. Seine Fläche liegt bei 20,1 ha, er misst etwa 740 × 340 m, hat eine ovale Gestalt, ist 54 m tief und das Volumen beträgt im Durchschnitt 1,8 Mio. m³. Er hat keinen oberirdischen Zufluss; am südlichen Ende nimmt sein Wasser der Bach Hincov potok auf, der über mehrere Stufen in den Poprad mündet. Somit ist der See die höchstgelegene Quelle dieses Flusses. Im Durchschnitt ist die Oberfläche des Sees 270 Tage im Jahr zugefroren.
Die Herkunft des Namens ist nicht eindeutig geklärt: einer Erklärung nach stammt der Name vom slowakischen Hausnamen Hinco, der aus dem Namen Ignác (deutsch Ignaz) abgeleitet worden ist und bezeichnete nach dieser Etymologie einen Hirten, der seinen Schafherd bis in die Gegend hinauftrieb. Eine andere Möglichkeit leitet sie von den „Hinzen“, d. h. Häuern, die einst in der Umgebung erfolglos Gold suchten. In diesem Zusammenhang ist auch die Angabe, dass Hinco ein Bergbauzwerg, der die Bergbauer bei ihrer Arbeit unterstützte, war, zu erwähnen. Das Adjektiv Hincovo ging dann auch auf die in der Nähe liegenden Seen Malé Hincovo pleso und Hincove oká. Wenn man vom See Hincovo pleso spricht, handelt es sich ausnahmslos um diesen See.
Seit 1966 gibt es im See einen Bestand von Bachforellen die trotz der tiefen Temperaturen im See bis zum heutigen Tag überlebt haben.
Eine der frühesten Erwähnungen ist im Werk Das weit und breit erschollene Zipser Schnee-Gebürg von Georg Buchholtz d. Ä. aus dem Jahr 1719, wo der Name Hensko-See verzeichnet ist.
Westlich des Sees erhebt sich die Wand des Kôprovský štít (2363 m n.m.), im Norden der Čubrina, des Prostredný Mengusovský štít und Veľký Mengusovský štít und im Osten des Východný Mengusovský štít, Hincova veža und Mengusovský Volovec. Lediglich nach Süden eröffnet sich der Blick ins Tal Mengusovská dolina. Erreichbar ist der See vom Popradské pleso aus in 1½ Stunden über einen blau markierten Weg. Alternativ kann man den See über den Sattel Vyšné Kôprovské sedlo von den Tälern Hlinská dolina und Kôprovská dolina erreichen. Die Bergwanderungen zum See können jedoch nur im Zeitraum vom 1. Juni bis 31. Oktober durchgeführt werden. Wie für viele andere Bereiche in der Hohen Tatra gilt für das restliche Jahr aus Naturschutzgründen eine Sperre.